# إيان دوشر
إيان دوشر  (بالإنجليزية: Ian Doescher)‏(ولد عام 1977) هو كاتب خيال أمريكي، عرف بشكل كبير كمؤلف للسلسلة المسرحية ثلاثية حرب نجوم وليام شكسبير، الحق، أمل جديد (2013)، الإمبراطورية انتقمت (2014)، و عودة جيدي دوث (2014)، محاكاة ساخرة لثلاثية أفلام جورج لوكاس، حرب النجوم (1977-1983)، على شكل شعر مرسل و أسلوب وليم شكسبير من القرن السادس عشر.

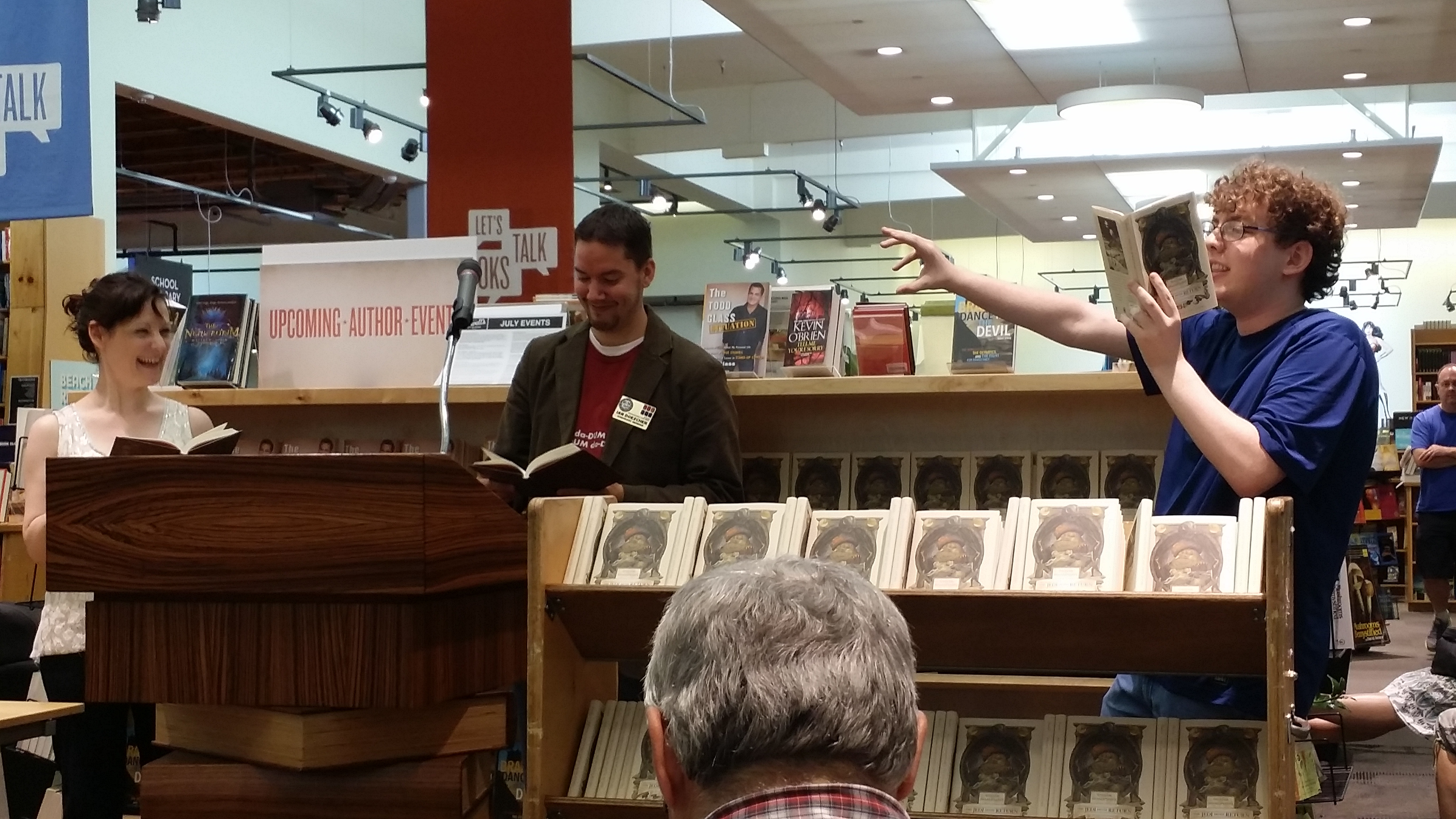
في متجر باول في بورتلاند (أوريغون). داشنر (في الوسط) يقرأ عودة جيدي دوث مع زميل دراسة سابق (في اليسار) و عضو من الجمهور من ثانوية لنكولن (في اليمين). يوليوز، 2014.

## الحياة الشخصية
دوشر لديه باشلور فنون في الموسيقى من جامعة ييل، ماجستير في اللاهوت من مدرسة اللاهوت في جامعة ييل، ودكتوراه فلسفة في الأخلاق من معهد الاتحاد اللاهوتي. يعيش الآن مع زوجته وابنين في بورتلاند (أوريغون).

## الأعمال
- William Shakespeare's Star Wars:
  - William Shakespeare's Star Wars: Verily, a New Hope
  - William Shakespeare's The Empire Striketh Back
  - William Shakespeare's The Jedi Doth Return
  - William Shakespeare's The Phantom of Menace
  - William Shakespeare's The Clone Army Attacketh
  - William Shakespeare's Tragedy of the Sith's Revenge